# Waleed Bakshween
Waleed Bakshween (12 de novembro de 1989) é um futebolista profissional saudita que atua como meia.

## Carreira
Waleed Bakshween representou a Seleção Saudita de Futebol na Copa da Ásia de 2015.